# Enneapogon nigricans
Enneapogon nigricans är en gräsart som först beskrevs av Robert Brown, och fick sitt nu gällande namn av Ambroise Marie François Joseph Palisot de Beauvois. I den svenska databasen Dyntaxa används istället namnet Pappophorum nigricans. Enligt Catalogue of Life ingår Enneapogon nigricans i släktet Enneapogon och familjen gräs, men enligt Dyntaxa är tillhörigheten istället släktet Pappophorum och familjen gräs. Arten förekommer tillfälligt i Sverige, men reproducerar sig inte. Inga underarter finns listade i Catalogue of Life.

## Bildgalleri

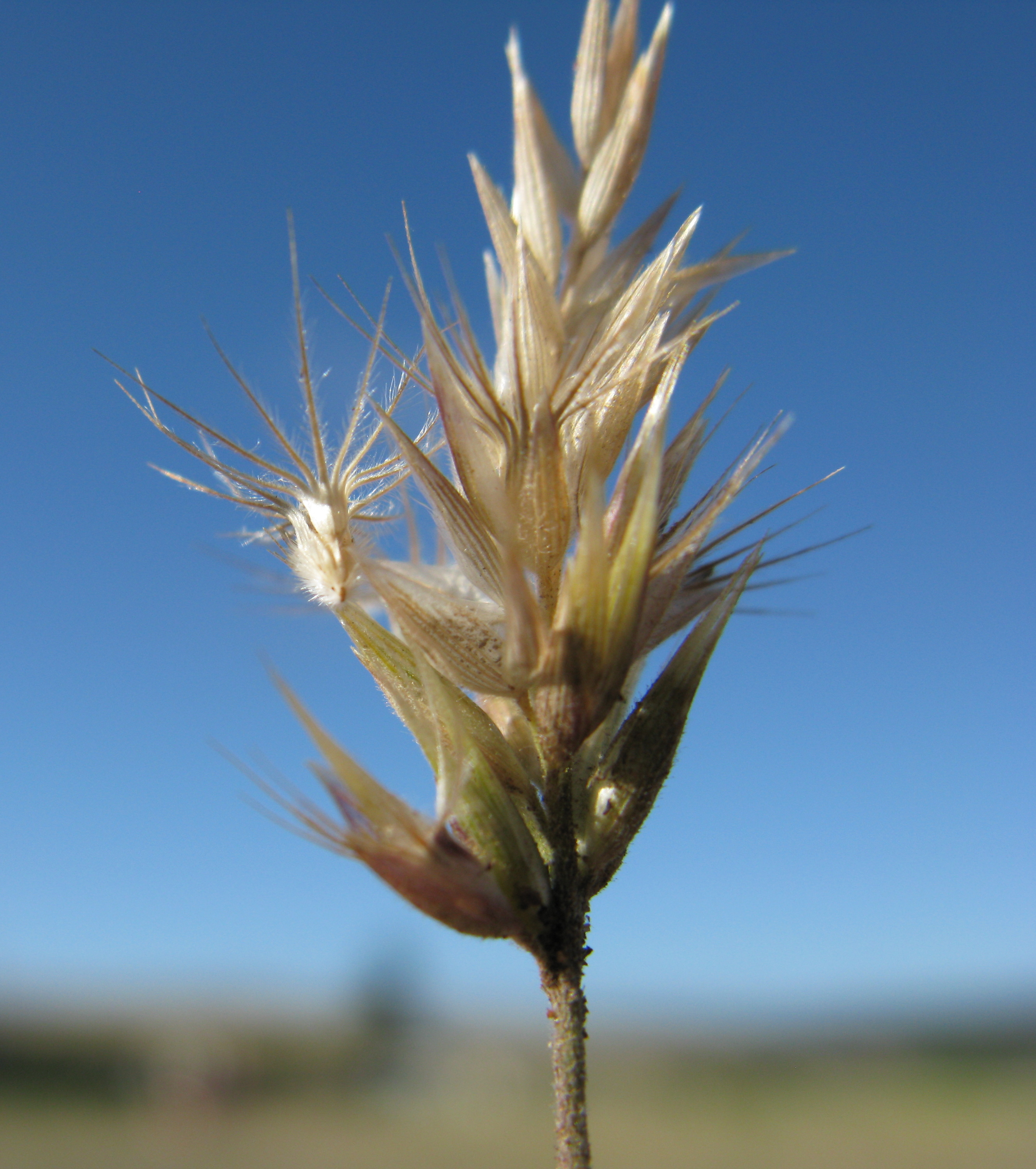